# Kostiantyn Riabenko
Kostiantyn Wołodymyrowycz Riabenko, ukr. Костянтин Володимирович Рябенко (ur. 26 kwietnia 1983 w Kijowie) – ukraiński hokeista, reprezentant Ukrainy.

## Kariera
- HK Kijów (2000-2001)
- Krylja Sowietow Moskwa - II drużyna (2001-2002)
- HK Kijów (2002-2003)
- Sokił Kijów (2003-2004)
- HK Kijów (2004)
- Dniprowśki Wowky Dniepropetrowsk (2004-2005)
- KH Sanok (2005-2006)
- Stoczniowiec Gdańsk (2006-2007)
- Sokił Kijów (2007-2008)
- ATEK Kijów (2008-2009)
- Sokił Kijów (2010-2012)
- Dynamo Charków (2012-2013)
- Sokił Kijów (2013)
- Bejbarys Atyrau (2014)[1]
- CSM Dunărea Galați (2014-2016)
- Krywbas Krzywy Róg (2016-2017)
- Zeytinburnu Belediye SK (2018)

Występował w polskiej lidze w barwach drużyny z Sanoka (wraz z nim w sezonie 2005/2006 jego rodacy: Ołeksandr Panczenko, Mykoła Worosznow). Od końca listopada 2014 zawodnik rumuńskiego klubu Dunărea Galați. W sezonie 2014/2015 w drużynie występowali wraz z nim rodacy Serhij Czernenko, Witalij Donika, Dmytro Nimenko, Roman Szczerbatiuk. Od lipca 2016 zawodnik Krywbasa Krzywy Róg.
Brał udział w turniejach zimowej uniwersjady edycji 2003, 2005. Uczestniczył w turniejach mistrzostw świata w 2013, 2015.

## Sukcesy
Reprezentacyjne
- Awans do MŚ Dywizji I Grupy A: 2013

Klubowe
- Złoty medal mistrzostw Rumunii: 2015, 2016 z Dunărea Galați
- Srebrny medal mistrzostw Ukrainy: 2012 z Sokiłem Kijów
- Brązowy medal mistrzostw Ukrainy: 2017 z Krywbasem Krzywy Róg

Indywidualne
- Mistrzostwa Świata w Hokeju na Lodzie 2013/I Dywizja Grupa B:
  - Drugie miejsce w klasyfikacji +/- turnieju: +8[6]
- Ukraińska Hokejowa Liga (2016/2017):
  - Pierwsze miejsce w klasyfikacji strzelców wśród obrońców w sezonie zasadniczym: 9 goli
  - Pierwsze miejsce w klasyfikacji kanadyjskiej wśród obrońców w sezonie zasadniczym: 26 punktów